# 李斯特 (棒球運動員)
李斯特（2005年8月19日—）是台灣少棒及青少棒投手及游擊手。目前為中華職棒富邦悍將自主培訓球員。

## 個人經歷
- 台北市福林國小少棒隊
- 台北市大理高中青少棒隊
- 富邦悍將自主培訓球員（2025年–）

## 個人年表
- 2015年 -- 一百零三學年度國小棒球聯賽（軟式組）福林國小少棒隊
- 2016年 -- 第二屆富邦盃少棒邀請賽 福林國小少棒隊
- 2016年 -- 一百零四學年度國小棒球聯賽（軟式組）福林國小少棒隊
- 2016年 -- 第八屆重光盃全國少棒錦標賽 福林國小少棒隊
- 2016年 -- 第四屆花蓮台彩威力盃全國少棒賽台北市代表隊
- 2017年 -- 一百零五學年度國小棒球聯賽（硬式組）福林國小少棒隊
- 2017年 -- 106年TOTO盃全國少棒錦標賽台北市代表隊
- 2017年 -- 106年華南金控盃全國少棒錦標賽台北市代表隊
- 2017年 -- 第七屆海峽兩岸棒球對抗賽（少棒組）福林國小少棒隊

## 相關新聞
- 2017-01-18 富邦盃少棒／不畏身材劣勢　福林李斯特盼進軍日職 （页面存档备份，存于）【ETToday】

## 外部連結
- 李斯特在台灣棒球維基館上的頁面（繁體中文）
- 李斯特在中華職棒官網